# Šigeru Išiba
Šigeru Išiba (japonsky 石破 茂, Išiba Šigeru, * 4. února 1957 Čijoda, Tokio, je japonský politik, který od září 2024 působí jako předseda Liberálně demokratické strany (LDP). Poslancem dolní komory parlamentu je od roku 1986 a mezi jeho významné vládní funkce patří ministr obrany v letech 2007–2008 a ministr zemědělství, lesnictví a rybolovu v letech 2008–2009. V letech 2012–2014 byl také generálním tajemníkem LDP.
Jeho otec Džiró Išiba byl guvernérem prefektury Tottori v letech 1958–1974 a později ministrem vnitra. Po absolvování univerzity Keió pracoval Išiba v bankovnictví a po smrti svého otce vstoupil do politiky. V roce 1986 byl ve věku 29 let zvolen do dolní komory jako člen LDP. Během svého působení v parlamentu se specializoval na zemědělskou a obrannou politiku. Sloužil jako parlamentní náměstek ministra zemědělství za vlády premiéra Kiichiho Mijazawy, ale v roce 1993 LDP opustil a připojil se k Japonské straně obnovy. Po několika politických přechodech se v roce 1997 vrátil do LDP a zastával řadu významných funkcí, včetně generálního ředitele Obranné agentury za vlády premiéra Džuničiróa Koizumiho, ministra obrany za vlády Jasua Fukudy a ministra zemědělství, lesnictví a rybolovu za vlády Taróa Asóa.
Išiba se stal významnou postavou uvnitř LDP a opakovaně kandidoval na její předsednictví. Poprvé kandidoval v roce 2008, kde skončil na pátém místě, a později se neúspěšně postavil proti Šinzó Abemu ve volbách v roce 2012 a 2018. I přes svou kritiku stranických frakcí si v roce 2015 založil vlastní frakci Suigecukai, s cílem usilovat o vůdčí postavení. Po Abeho rezignaci kandidoval v roce 2020, ale skončil třetí za Jošihide Sugou. V roce 2021 se rozhodl nekandidovat, ale v roce 2024 se voleb opět zúčastnil a v druhém kole zvítězil nad ministryní pro hospodářskou bezpečnost Sanae Takaičiovou, čímž se stal novým předsedou strany a budoucím premiérem, nástupcem Fumia Kišidy.
Išiba si vybudoval pověst politického nekonformisty díky své ochotě kritizovat vlastní stranu a také svými relativně liberálními postoji k sociálním otázkám. V roce 1993 podpořil hlasování o nedůvěře Miyazawově vládě a během druhého období vlády Šinzó Abeho ho opakovaně kritizoval, přestože v jeho vládě sloužil.

## Život
Išiba se narodil v tokijském obvodu Čijoda, zatímco jeho úřední trvalé bydliště bylo ve vesnici v okrese Jazu v prefektuře Tottori, odkud pocházel jeho otec. Jeho otec Džiró Išiba byl státní úředník a tehdy zastával funkci náměstka ministra výstavby. Matka byla učitelka a vnučka křesťanského kazatele Mičitomy Kanamoriho.
V roce 1958 byl Džiró Išiba zvolen guvernérem prefektury Tottori, a proto se rodina přestěhovala do Tottori. Šigeru Išiba nemá žádné vzpomínky na život v Tokiu. Džiró Išiba působil jako guvernér až do roku 1974, poté byl zvolen do horní komory parlamentu a sloužil jako ministr vnitra ve vládě Zenkó Suzukiho.
Šigeru Išiba vyrůstal a chodil do školy v prefektuře Tottori. Po absolvování základní školy při Univerzitě Tottori se přestěhoval, aby mohl studovat na prestižní střední škole Keió v Tokiu, kde následně pokračoval ve studiu práva na Univerzitě Keió. Po dokončení studií v roce 1979 začal pracovat v Mitsui Bank. Jeho otec zemřel v roce 1981, a bývalý premiér Kakuei Tanaka, rodinný přítel, Išibu povzbudil, aby se vydal na politickou dráhu a pokračoval v odkazu svého otce.

### Politická kariéra
V roce 1983 Išiba opustil bankovní sektor a začal pracovat v sekretariátu Čtvrtečního klubu, frakce Liberálně demokratické strany (LDP) vedené Kakueiem Tanakou. V červenci 1986 kandidoval Išiba za LDP v obvodě Tottori a byl zvolen do Dolní komory parlamentu. Ve věku 29 let se stal nejmladším poslancem této komory. V počátcích své politické kariéry se Išiba zaměřoval na zemědělskou politiku, ale válka v Zálivu v roce 1990 a jeho návštěva Severní Koreje v roce 1992 probudily jeho zájem o obrannou politiku. Zastával funkci parlamentního náměstka ministra zemědělství ve vládě Kiičiho Mijazawy, avšak v roce 1993 z LDP odešel a připojil se k Japonské straně obnovy. Po jejím sloučení s několika dalšími stranami se stal členem strany NFP. Kvůli vnitřním sporům mezi frakcemi v této straně ji však v roce 1996 opustil a o rok později se vrátil do LDP.
V roce 2000 byl Išiba znovu jmenován parlamentním náměstkem ministra zemědělství, ale v prosinci téhož roku byl přeřazen na pozici náměstka ředitele Obranné agentury. Poté, co se stal premiérem Džuničiró Koizumi, byl Išiba v roce 2002 jmenován ředitelem Obranné agentury, čímž poprvé vstoupil do vlády. Ve funkci zůstal až do září 2004. Dne 26. září 2007 byl Išiba jmenován ministrem obrany ve vládě premiéra Jasua Fukudy. Tuto funkci vykonával do 1. srpna 2008. Po rezignaci Fukudy kandidoval Išiba v září 2008 na předsedu LDP, ale skončil poslední s 25 hlasy, zatímco vítězem se stal Taró Asó. V Asóově kabinetu, jmenovaném 24. září 2008, se stal ministrem zemědělství, lesnictví a rybolovu. Po porážce LDP ve volbách do Tokijského shromáždění v roce 2009 vyzval Asóa k rezignaci. V roce 2012, když byla LDP stále v opozici, Išiba opět kandidoval na předsedu strany, ale těsně prohrál se Šinzó Abem. Přijal funkci generálního tajemníka LDP a po vítězství LDP ve volbách v prosinci 2012 byl znovu jmenován do této pozice.
V listopadu 2013 Išiba vyvolal kontroverzi, když přirovnal mírové protesty proti novému zákonu o utajování k „aktům terorismu“. Později tuto poznámku stáhl. V září 2014 byl Išiba v rámci kabinetní rošády premiérem Abem přeřazen z pozice generálního tajemníka LDP do nově vytvořené funkce ministra pro překonání úbytku populace a oživení regionální ekonomiky. Odmítl nabídku převzít odpovědnost za bezpečnostní legislativu. I přes svou kritiku frakcionářství v LDP založil 28. září 2015 svou vlastní frakci Suigetsukai s cílem stát se nástupcem Šinzó Abeho. Avšak jeho frakci chyběl jeden člen k dosažení potřebného počtu 20 hlasů pro nominaci na předsedu LDP. V dubnu 2016 opustil kabinet po odmítnutí pozice ministra zemědělství. V roce 2018 znovu vyzval Abeho v prezidentských volbách LDP, ale neuspěl. Po rezignaci Šinzó Abeho v roce 2020 Išiba kandidoval na předsedu LDP, ale skončil třetí za Jošihide Sugou. V roce 2021 se rozhodl nekandidovat a místo toho podpořil Taró Kona.

### Předsedou vlády
Předseda LDP a premiér Fumio Kišida oznámil 14. srpna 2024, že se nebude ucházet o znovuzvolení do čela strany v zářijových volbách, čímž fakticky rezignoval na funkci premiéra. Tento krok následoval po rekordně nízkých preferencích způsobených skandálem kolem nelegálních finančních fondů a dřívějšími kontroverzemi týkajícími se propojení LDP s Církví sjednocení. Išiba, společně se Sanae Takaičiovou a Šindžiró Koizumim, se stal jedním z hlavních kandidátů na nástupce. Ve stranických volbách, které se konaly 27. září 2024, Išiba těsně porazil Takaičiovou ve druhém kole, když získal celkem 215 hlasů (52,57 %) od 189 parlamentních členů, čímž se stal novým předsedou LDP a budoucím předsedou vlády.
Išibovo vítězství bylo komentátory popsáno jako nečekané a překvapivé, vzhledem k jeho dlouhé historii neúspěšných pokusů o vedení strany a jeho relativní nepopulárnosti mezi mnoha členy LDP v parlamentu.

## Politické postoje
Šigeru Išiba je popisován jako centrista a umírněný konzervativec.

### Sociální politika
Išiba vyjádřil podporu zavedení systému, který by po svatbě umožnil ženám ponechat si svá původní příjmení. Podle něj by tato změna měla být předmětem další diskuse uvnitř LDP, aby bylo dosaženo konsenzu. Dále se vyslovil pro uzákonění sňatků osob stejného pohlaví v Japonsku. Ve své knize Konzervativní politik (2024) argumentuje, že legislativa na ochranu práv LGBT osob by měla být přijata bez čekání na rozhodnutí Nejvyššího soudu.

### Zahraniční politika
Během krize na Korejském poloostrově v roce 2013 Išiba uvedl, že Japonsko má právo podniknout preventivní úder proti Severní Koreji.
Ve svých pamětech napsaných během ruské invaze na Ukrajinu Išiba varoval před srovnáváním ruské invaze s možným čínským útokem na Tchaj-wan a tvrdil, že toto srovnání vychází spíše z emocionálních reakcí než z pragmatického hodnocení čínské hrozby. Kritizoval také používání fráze „Dnešní Ukrajina může být zítřejší Východní Asie“, kterou často používal Fumio Kišida.
V září 2024 Išiba prohlásil, že „relativní úpadek USA“ by mohl vést k potřebě vytvoření „asijského NATO“ pro čelení bezpečnostním hrozbám ze strany Číny, Ruska a Severní Koreje. Při své kampani argumentoval, že by Japonsko mělo lépe vyvažovat své spojenectví s USA a požadoval větší japonský dohled nad americkými vojenskými základnami v Japonsku.
Išiba je také hlasitým zastáncem tchajwanské demokracie. Zároveň však volá po silnější diplomacii a zapojení do dialogu s Čínou namísto eskalace.

### Vojenské záležitosti
Išiba je známý svou vášní pro vojenská témata a má pověst „gunji otaku“ (vojenského nadšence). Jeho odborné znalosti zahrnují zbraňové systémy, právní otázky týkající se obrany a také se věnuje modelářství – staví a maluje modely letadel a lodí.
Opakovaně vyjádřil přesvědčení, že Japonsko potřebuje ekvivalent americké námořní pěchoty, aby mohlo účinně bránit své malé ostrovy. Tuto myšlenku prosazoval jak v roce 2010, kdy byl hlavním stratégem LDP v opozici, tak i v roce 2013, kdy LDP znovu převzala vládu a Išiba byl generálním tajemníkem strany.
V roce 2011 Išiba podpořil myšlenku, že Japonsko by mělo udržovat schopnost výroby jaderné zbraně: „Nemyslím si, že Japonsko potřebuje vlastnit jaderné zbraně, ale je důležité udržovat naše komerční reaktory, protože by nám to umožnilo vyrobit jadernou hlavici v krátkém čase... Je to tichá jaderná odstrašující síla.“
V roce 2017 znovu zopakoval, že Japonsko by mělo mít technologii pro výrobu jaderných zbraní, pokud by to bylo potřeba.

## Soukromý život
Išiba byl v 18 letech pokřtěn a je členem protestantské církve. Se svou manželkou se seznámil během studií na univerzitě a v roce 1983 měli svatbu. Mají dvě dcery.